# Khoit Tsenkher
Khoit Tsenkher (en mongol: Хойд Цэнхэр Гол; que quiere decir "Río Azul del Norte") es un río y una cueva situados en el distrito de Mankhan, en la provincia de Hovd, en el extremo occidental de Mongolia. En el valle se ubica la cueva de Khoit Tsenkheriyn Agui (Хойд Цэнхэрийн агуй), decorada con pinturas rupestres realizadas entre 20.000 y 15.000 años atrás, durante el Paleolítico Superior. Estas pinturas se clasifican en la lista provisional de Patrimonio de la Humanidad de la UNESCO en Mongolia, lo que significa que el estado mongol tiene la intención de proponer su inscripción en la Lista del Patrimonio Mundial.